# Xã hội công nghiệp

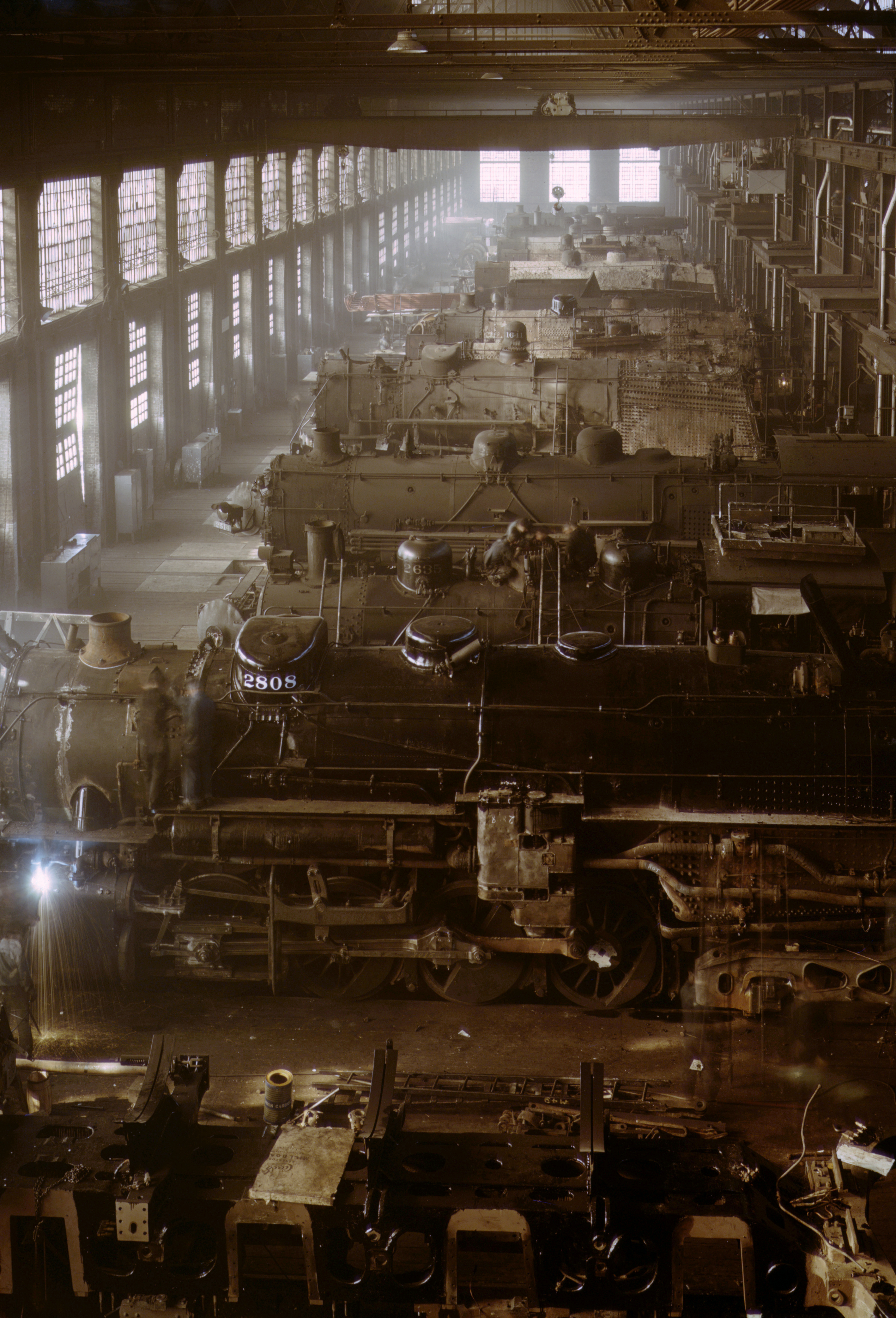
Xưởng sản xuất đầu máy xe lửa Chicago và Tây Bắc vào thế kỷ 19.

Trong xã hội học, xã hội công nghiệp là một xã hội được thúc đẩy do việc sử dụng công nghệ để cho phép sản xuất hàng loạt, hỗ trợ một dân số lớn với khả năng phân công lao động cao. Một cấu trúc như vậy đã phát triển trong thế giới phương Tây trong thời kỳ sau Cách mạng Công nghiệp, và thay thế các xã hội nông nghiệp của thời kỳ tiền công nghiệp, tiền hiện đại. Xã hội công nghiệp nói chung là xã hội đại chúng, và có thể được nối tiếp bằng xã hội thông tin. Các xã hội này thường tương phản với các xã hội truyền thống.
Các xã hội công nghiệp sử dụng các nguồn năng lượng bên ngoài, như nhiên liệu hóa thạch, để tăng tỷ lệ và quy mô sản xuất. Việc sản xuất thực phẩm được chuyển sang các trang trại thương mại lớn, nơi các sản phẩm công nghiệp, như máy gặt đập liên hợp và phân bón nhiên liệu hóa thạch, được sử dụng để giảm lao động cần thiết của con người trong khi tăng sản lượng. Không còn cần thiết cho sản xuất thực phẩm, lao động dư thừa được chuyển đến các nhà máy nơi mà việc cơ giới hóa được sử dụng để tăng thêm hiệu quả. Khi dân số phát triển, và cơ giới hóa được tiếp tục hoàn thiện, nó thường đạt đến mức độ tự động hóa, nhiều công nhân chuyển sang mở rộng các ngành dịch vụ.
Xã hội công nghiệp làm cho đô thị hóa được mong muốn, một phần để người lao động có thể gần trung tâm sản xuất hơn và ngành dịch vụ có thể cung cấp lao động cho công nhân và những người được hưởng lợi từ tài chính, để đổi lấy một phần lợi nhuận sản xuất mà họ có thể mua hàng hóa. Điều này dẫn đến sự gia tăng của các thành phố rất lớn và các khu vực ngoại ô xung quanh với tỷ lệ hoạt động kinh tế cao.
Các trung tâm đô thị này yêu cầu đầu vào của các nguồn năng lượng bên ngoài để khắc phục lợi nhuận giảm dần  của hợp nhất nông nghiệp, một phần do thiếu đất canh tác gần đó, chi phí vận chuyển và lưu trữ liên quan, và nếu không thì không bền vững. Điều này làm cho sự sẵn có đáng tin cậy của các nguồn năng lượng cần thiết được ưu tiên cao trong các chính sách của chính phủ công nghiệp.
Một số nhà lý thuyết (cụ thể là Ulrich Beck, Anthony Giddens và Manuel Castells) cho rằng chúng ta đang ở giữa một sự chuyển đổi hoặc chuyển đổi từ xã hội công nghiệp sang xã hội hậu công nghiệp. Công nghệ kích hoạt sự thay đổi từ nông nghiệp sang tổ chức công nghiệp là năng lượng hơi nước, cho phép sản xuất hàng loạt và giảm công việc nông nghiệp cần thiết. Vì vậy, nhiều thành phố công nghiệp đã được xây dựng xung quanh các con sông. Công nghệ thông tin toàn cầu được xác định là chất xúc tác hoặc kích hoạt cho quá trình chuyển đổi sang xã hội hậu hiện đại hoặc xã hội thông tin.
Một số lý thuyết gia, như Theodore Kaczynski, đã lập luận rằng một xã hội công nghiệp hóa dẫn đến nỗi đau tâm lý và công dân phải tích cực làm việc để trở lại một xã hội nguyên thủy hơn. Bài tiểu luận của ông, Xã hội công nghiệp và tương lai của nó, mô tả các phe phái chính trị khác nhau và than thở về hướng đi của công nghệ và thế giới hiện đại.